# Ciudad Lerdo
Ciudad Lerdo è una città del Messico, situata nello stato di Durango.